# Корицкие
Корицкие (Корыцкие, Карицкие) — семейство польско-литовских дворянских (шляхетских) родов различных гербов, включая княжеские роды татарского происхождения.
Род Корицких внесён в родословные книги губерний:
- Виленской
- Владимирской (части: III 1839)
- Волынской (части: I 1849)
- Гродненской (части: I, III)
- Екатеринославской
- Киевской (части: II 1865)
- Минской (1855)
- Подольской (части: II 1854)
- Тверской (части: I 1832)
- Херсонской
- Царства Польского
- Черниговской (части: VI)

По информации из Гербовника, Яков Корицкий служил в 1679 году в Малороссийских войсках полковником. Сын его, Роман, был сотником и за усердие к службе в 1711 году пожалован деревнями(Гербовник, VI, 112).
Его внук — Иван Романович (1-я пол. XVIII в.) — В 1728-30 гг. также занимал должность опишнянского сотника.

## Корицкий
- Корицкий, Александр Осипович (1818—1866) — русский художник-живописец, копиист, ученик К. Брюллова.
- Корицкий, Герман Эмильевич (1877—1949) — советский патологоанатом, доктор медицинских наук, профессор.
- Корицкий, Дмитрий Андреевич (1823—1886) — губернский архитектор, инженер-архитектор.
- Корицкий, Николай:[править]  -  Корицкий, Николай Дмитриевич (1854—1915) — городской и епархиальный архитектор, надворный советник.
  -  Корицкий, Николай Иванович (1894—1966) — генерал-майор.
- Корицкий, Осип (Иосиф) Иванович (1778—1829) — русский изобретатель, механик, гидротехник, инженер-подполковник, автор реконструкции и директор Вышневолоцкой водной системы.

## Корыцкий
- Корыцкий, Ежи (более известен как Ежи Эдигей; 1912—1983) — польский писатель, автор детективных романов и повестей, сценарист.
- Корыцкий, Кароль Флориан (1702—1789) — теолог, писатель.
- Корыцкий, Михаил (1714—1791) — латиноязычный поэт и проповедник, иезуит.

## Описание герба
Щит разделён двумя диагональными с верхних углов на середине щита соединёнными чертами и третьей отвесной. В верхнем голубом поле означена согбенная рука в золотых латах с саблей. В правом красном поле изображён длинный серебряный крест, имеющий с правой стороны прибавление половины креста. В левом серебряном поле красная башня. Щит увенчан дворянскими шлемом и короной с павлиньими перьями, на которых видны золотой крест и серебряный полумесяц, рогами вверх обращённый. Намёт на щите голубой и красный подложен золотом. Герб рода Корицких внесён в Часть 6 Общего гербовника дворянских родов Всероссийской империи, стр. 112.